# Plan las Palmas
Plan las Palmas är en ort i Mexiko.   Den ligger i kommunen Tapachula och delstaten Chiapas, i den sydöstra delen av landet, 900 km sydost om huvudstaden Mexico City. Plan las Palmas ligger 529 meter över havet och antalet invånare är 409.
Terrängen runt Plan las Palmas är kuperad åt sydväst, men åt nordost är den bergig. Runt Plan las Palmas är det ganska tätbefolkat, med 179 invånare per kvadratkilometer. Närmaste större samhälle är Tapachula, 16,6 km söder om Plan las Palmas. I omgivningarna runt Plan las Palmas växer i huvudsak städsegrön lövskog.